# Rio Imaruí

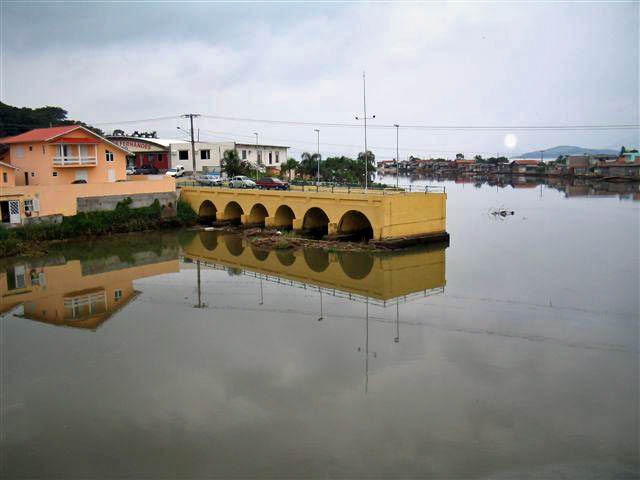
L'ancien pont sur le rio Imaruí en mars 2004.

Le rio Imaruí, Imaruim ou Maruim, est un fleuve brésilien de l'État de Santa Catarina.
Le fleuve Imaruí naît à 750 m d'altitude et passe par la municipalité de São Pedro de Alcântara. Il baigne sur son tronçon final les municipalités de Palhoça et São José, marquant la frontière entre les deux, pour finir par se jeter dans l'océan Atlantique, dans la baie Sud, entre le continent et l'île de Santa Catarina.
Non loin de son embouchure, on trouve les ruines de l'ancien pont, qui servait de voie de liaison avec le sud de l'État et avec le Rio Grande do Sul par le littoral. Il a été détruit par une inondation à la fin du XXe siècle.
Depuis 1997, le fleuve est rangé en classe 3, regroupant les fleuves pollués.

## Histoire
Historiquement, le rio Imaruim eut son importance en tant que première liaison entre la ville de Desterro (l'actuelle Florianópolis) et les hauts-plateaux.
Sur sa rive gauche fut créé en 1829 le premier noyau de colonisation allemande dans l'État de Santa Catarina, avec 625 colons  : il est devenu la municipalité de São Pedro de Alcântara.
L'usine hydro-électrique du Maruim, aujourd'hui désaffectée, fut inaugurée en 1910, alimentant le premier système d'éclairage public de la capitale de l'État de Santa Catarina, Florianópolis.